# Нежность (фильм, 2017)
Нежность (итал. La tenerezza) — итальянский драматический фильм 2017 года, поставленный режиссером Джанни Амелио по роману Лоренцо Мароне. В 2018 году лента была номинирована в 8-ми категориях на получение итальянской национальной кинопремии «Давид ди Донателло», в том числе за лучший фильм и за лучшую режиссерскую работу, и получила награду за лучшую мужскую роль Ренато Карпентьери.

## Сюжет
Лоренцо — адвокат и старый циник. Он живет один в огромной квартире и почти не общается со своими детьми: дочерью Эленой и сыном Саверио. Вернувшись в свою роскошную неаполитанскую квартиру из больницы, где он лечился после сердечного приступа, Лоренцо обнаруживает новых соседей по дому — очаровательную пару молодых красивых людей. Он знакомится с Микелой и её странным мужем, и вскоре понимает, что в их семье что-то не так…